# Grammonota chamberlini
Grammonota chamberlini là một loài nhện trong họ Linyphiidae.
Loài này thuộc chi Grammonota. Grammonota chamberlini được Wilton Ivie & Barrows miêu tả năm 1935.